# Сетуха, Алексей Викторович
Алексей Викторович Сетуха (род. 1966) — математик, доктор физико-математических наук, профессор кафедры вычислительных технологий и моделирования факультета ВМК МГУ, заведующий кафедрой Военно-воздушной инженерной академии имени Н. Е. Жуковского.

## Биография
Родился 4 сентября 1966 года в Киеве. Окончил физико-математическую школу-интернат № 18 при МГУ (1983), механико-математический факультет МГУ (с отличием, 1988).
Кандидат физико-математических наук (1994), тема диссертации: «Исследование сходимости метода дискретных вихрей в нелинейной задаче об обтекании пластинки» (научный руководитель И. К. Лифанов). Доктор физико-математических наук (2004), тема диссертации: «Численные методы решения некоторых краевых задач с обобщёнными граничными условиями и их приложения к аэродинамике». Учёное звание — профессор (2010).
Член научно-методического совета по математике при министерстве образования и науки РФ (с 2008). Сопредседатель оргкомитета международных симпозиумов «Методы дискретных особенностей в задачах математической физики — МДОЗМФ». Заместитель председателя диссертационного совета при Военно-воздушной инженерной академии им. Н. Е. Жуковского.
После окончания МГУ работал в Военно-воздушной инженерной академии им. Н. Е. Жуковского в должностях инженера, старшего преподавателя (1994—1996), доцента (1996–2002), профессора (с 2002). С 2007 г. — заведующий кафедрой Высшей математики ВВИА. Профессор кафедры прикладной математики Московского института радиотехники, электроники и автоматики (с 2007). Ведущий научный сотрудник лаборатории вычислительных методов Научно-исследовательского вычислительного центра МГУ (c 2011).
В Московском университете работает по совместительству в должности доцента кафедры ВТМ факультета ВМК (с 2007).
Область научных интересов: интегральные уравнения математической физики, численные методы в интегральных уравнениях, математическая гидродинамика, вычислительная гидродинамика.
К наиболее значительным результатам Сетухи относятся: обоснование разрешимости и численного метода решения краевой задачи Неймана в случае, когда правая часть в граничном условии есть обобщённая функция; обоснование равномерной сходимости метода вихревых рамок для двумерного гиперсингулярного интегрального уравнения с интегралом, понимаемым в смысле конечного значения по Адамару; обоснование сходимости вихревого численного метода решения уравнения эволюции тангенциальных разрывов в жидкости в классе аналитических функций; разработка (совм. с В.Ю. Кирякиным и И.К. Лифановым) комплекса программ по расчёту аэродинамики зданий и сооружений вихревыми методами (по данному комплексу программ выполнено более 80 работ по расчёту ветровой ситуации вблизи проектируемых комплексов высотных зданий и сооружений в г. Москве); разработка (совм. с В.А. Апариновым, В.Ю. Кирякиным, В.И. Морозовым) комплекса вычислительных программ по расчёту аэроупругих характеристик парашютов, внедрённого в ФГУП «НИИ Парашютостроения».
На факультете ВМК читает спецкурс «Численные методы в интегральных уравнениях».
Подготовил 6 кандидатов наук. Автор более 100 научных публикаций. Основные работы:
- «Численные методы в интегральных уравнениях и их приложения» (2014);

Low Rank Methods of Approximationin an Electromagnetic Problem Aparinov A.A., Setukha A.V., Stavtsev S.L. в журнале Lobachevskii Journal of Mathematics, издательство Kazanskii Gosudarstvennyi Universitet/Kazan State University (Russian Federation), 2019, том 40, № 11, с. 1771-1780;
- Метод граничных интегральных уравнений с гиперсингулярнымиинтегралами в краевых задачах // в журнале Итоги науки и техники. Серия "Современная математика и её приложения. Тематические обзоры", 2019, том 160, с. 114-125;
- Обоснование метода дискретных вихрей в задаче о движении конечной вихревой пелены при аналитических начальных условиях // Дифференц. уравнения, 1996, т. 32, № 9, с. 1272–1279;
- Трёхмерная краевая задача Неймана с обобщёнными граничными условиями и уравнение Прандтля // Дифференц. уравнения, 2003, т. 39, № 9, с. 1188–1200;
- О моделировании аэродинамики зданий и сооружений методом замкнутых вихревых рамок // Изв. РАН МЖГ, 2006, № 4, с. 78–92 (соавт. Гутников В.А., Лифанов И.К.);
- Сингулярное интегральное уравнение с ядром Гильберта в классе обобщённых функций // Дифференц. уравнения, 2006, т. 42, № 9, с. 1233–1242.